# Kế hoạch bổ sung quân bị hải quân thứ nhất

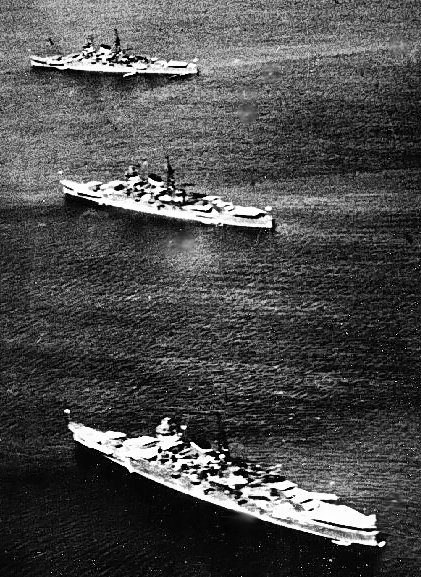
Các tàu tuần dương Nhật Mogami, Mikuma, Kumano đều được đóng theo kế hoạch "Vòng tròn 1"

Kế hoạch bổ sung quân bị hải quân lần thứ nhất (マル1計画, 第一次補充計画 (Maru 1 kế hoạch, Đệ nhất thứ bổ sung kế hoạch) Maru 1 Keikaku, Dai-Ichi-Ji Hojū Keikaku), còn được biết đến với tên gọi Kế hoạch Vòng tròn 1 là một trong bốn kế hoạch mở rộng của Hải quân Đế quốc Nhật Bản từ năm 1930 đến bắt đầu Chiến tranh thế giới thứ hai.

## Hoàn cảnh
Hiệp ước Hải quân Luân Đôn đặt ra những hạn chế nghiêm trọng đối với khả năng chiến đấu của hải quân Nhật so với Hải quân Hoa Kỳ và Hải quân Hoàng gia Anh nhất là về tổng trọng tải tàu và số lượng tàu chiến chủ lực. Phản ứng của Bộ Tổng tham mưu Hải quân Đế quốc Nhật Bản là khởi xướng một kế hoạch đóng tàu để chế tạo tàu chiến mới theo giới hạn trọng tải được phân bổ trong từng thể loại tàu bị hạn chế và đầu tư vào các loại tàu chiến và vũ khí không được quy định cụ thể trong các điều khoản của hiệp ước.
Kế hoạch Vòng tròn 1 được trình lên bởi Bộ Hải quân và được Nội các Nhật phê duyệt vào tháng 11 năm 1930 và được Quốc hội Nhật phê chuẩn vào năm 1931. Nội dung kế hoạch là đóng 39 tàu chiến mới với tâm điểm là bốn tàu tuần dương lớp Mogami mới cùng với việc mở rộng Không lực Hải quân Đế quốc Nhật Bản lên thành 14 Kōkūtai (tương đương với Sư đoàn Không quân Việt Nam). Ngân sách đóng tàu được chia trên cơ sở sáu năm với tổng chi phí 247 triệu yên trong khi ngân sách mở rộng không quân hải quân được chia trên cơ sở ba năm với tổng chi phí 44,96 triệu yên.
Nhằm phát triển hàng không hải quân, kế hoạch Vòng tròn 1 tập trung vào sự phát triển của công nghệ máy bay mới như là thủy phi cơ cỡ lớn, máy bay ném bom trên đất liền, máy bay tấn công trên tàu sân bay và thủy phi cơ mang bom có thể được phóng từ thiết giáp hạm, tuần dương hạm hay tàu ngầm. Chương trình còn chú trọng việc huấn luyện phi công và đội bay về các chiến thuật ném bom bom bổ nhào và tấn công bằng ngư lôi.
Năm 1932, Kế hoạch Vòng tròn 1 được bổ sung với một khoảng ngân sách nhằm đóng thêm ba tàu: Tàu tiếp liệu tàu ngầm Taigei và hai tàu săn tàu ngầm.

## Bảng tàu
| Loại tàu                | Lớp        | Dự định | Hoàn thành                                                 | Chuyển đổi                                   |
| Tàu tuần dương hạng nhẹ | Mogami     | 4       | Mogami, Mikuma, Suzuya, Kumano                             |                                              |
| Tàu khu trục            | Hatsuharu  | 12(6)   | Hatsuharu, Nenohi, Wakaba, Hatsushimo, Ariake, Yūgure      | 6 tàu đã được chuyển đổi sang lớp Shiratsuyu |
| Tàu khu trục            | Shiratsuyu | (6)     | Shiratsuyu, Shigure, Murasame, Yūdachi, Harusame, Samidare | 6 tàu đã được chuyển đổi từ lớp Hatsuharu    |
| Tàu phóng lôi           | Chidori    | 4       | Chidori, Manazuru, Tomozuru, Hatsukari                     |                                              |
| Tàu ngầm tuần dương     | I-6        | 1       | I-6                                                        |                                              |
| Tàu ngầm cỡ lớn         | I-68       | 6       | I-68, I-69, I-70, I-71, I-72, I-73                         |                                              |
| Tàu ngầm cỡ trung       | Ro-33      | 2       | Ro-33, Ro-34                                               |                                              |
| Tàu tiếp liệu tàu ngầm  | Taigei     | 1       | Taigei                                                     | sau này chuyển đổi thành tàu sân bay Ryūhō   |
| Tàu rải mìn             | Okinoshima | 1       | Okinoshima                                                 |                                              |
| Tàu rải mìn             | Natsushima | 3       | Natsushima, Nasami, Sarushima                              |                                              |
| Tàu quét mìn            | Số 13      | 6       | Số 13 đến số 18                                            |                                              |
| Tàu săn tàu ngầm        | Số 1       | 2       | Số 1 và số 2                                               |                                              |

## Ngoài ra
- Kế hoạch bổ sung quân bị hải quân thứ hai (Maru 2 Keikaku, 1934)
- Kế hoạch bổ sung quân bị hải quân thứ ba (Maru 3 Keikaku, 1937)
- Kế hoạch bổ sung quân bị hải quân thứ tư (Maru 4 Keikaku, 1939)
- Kế hoạch bổ sung quân bị hải quân tình thế (Maru Rin Keikaku, 1940)
- Kế hoạch bổ sung quân bị hải quân cấp tốc (Maru Kyū Keikaku, 1941)
- Kế hoạch bổ sung quân bị hải quân bổ sung (Maru Tui Keikaku, 1941)
- Kế hoạch bổ sung quân bị hải quân thứ năm (Maru 5 Keikaku, 1941)
- Kế hoạch bổ sung quân bị hải quân thứ sáu (Maru 6 Keikaku, 1942)
- Kế hoạch bổ sung quân bị hải quân thứ năm sửa đổi (Kai-Maru 5 Keikaku, 1942)
- Kế hoạch bổ sung quân bị hải quân thời chiến (Maru Sen Keikaku, 1944)

## Trích dẫn
- Evans, David (1979). Kaigun: Strategy, Tactics, and Technology in the Imperial Japanese Navy, 1887-1941. US Naval Institute Press. ISBN 0-87021-192-7.